# Chiesa di San Matteo (Castellammare di Stabia)
La chiesa di San Matteo è una chiesa monumentale situata nella zona collinare di Castellammare di Stabia; è sede parrocchiale e regge anche il santuario della Madonna della Libera, la chiesa di San Francesco a Quisisana, la chiesa di San Giacomo Maggiore, la chiesa di San Raffaele e la chiesa di Santo Stefano alle Fratte.

## Storia
La costruzione della chiesa risale al XVI secolo e fu molto probabilmente voluta da Roberto d'Angiò, quando a seguito della sua guarigione decise di edificare, in segno di gratitudine, dodici chiese a Castellammare di Stabia, dedicata ad ogni apostolo. Non si conosce però la data precisa della costruzione: sicuramente la chiesa doveva già esistere nel 1583 come testimoniato da alcuni annali nei quali venivano riportate le offerte fatte da alcuni benefattori, utilizzate soprattutto per l'acquisto dell'olio della lampada di san Matteo; inoltre la chiesa era certamente stata elevata a parrocchia nel 1587.
Durante il corso degli anni ha subito numerosi restauri ed ampliamenti dovuti soprattutto all'aumento della popolazione della zona di Quisisana, e ha avuto sempre un ruolo rilevante nella vita reale stabiese: durante la sua residenza a Castellammare di Stabia, la Corte borbonica utilizzava la chiesa per le funzioni religiose e per richiedere l'aiuto divino durante le battaglie. Durante il XIX secolo nonostante fosse sempre utilizzata, versava in condizioni precarie, come testimoniato da diverse notizie raccolte nell'archivio comunale, nelle quali venivano richieste riparazioni urgenti di crepe e si denuncia la mancanza di fondi erogati dal comune. Durante il XX secolo, soprattutto durante gli anni trenta subì numerosi lavori di rifacimento; nel 1957 la chiesa fu data ai frati minori riformati.

## Struttura
La chiesa è in stile romanico-barocco, aperta su un ampio sagrato e preceduta da una breve scalinata. La facciata è divisa verticalmente da due lesene in tre zone: la parte centrale ospita l'ampio portale d'ingresso, incorniciato da due colonne in marmo rosa che reggono una mensola. Sul portale si apre una trifora, con la finestra centrale più ampia rispetto alle due laterali; la facciata termina a timpano, sulla cui cima è posta una statua della Madonna. Sulle due ali laterali invece si aprono due porte d'ingresso più piccole, sormontate da stucchi che raffigurano un finto timpano.
All'interno la navata è unica, con due piccoli corridoi laterali, realizzati nel corso del XX secolo, nei quali non sono realizzate cappelle, ma semplici edicole votive o altarini: su lato destro è il battistero in marmo con raffigurazione degli stemmi borbonici, segue poi una statua di Gesù Crocefisso, risalente al XVIII-XIX secolo ed una di Maria Addolorata, una statua di santa Teresa di Lisiuex, l'unica in legno di tutta la chiesa e un altare minore, sul quale è posizionata una statua del Sacro Cuore di Gesù. Sul lato sinistro, con volta affrescata con scene della vita di santa Rita, è presente un quadro della Madonna di Costantinopoli del 1530: si tratta di un trittico, che raffigura la Madonna contornata da angeli, con ai suoi piedi san Giovanni Battista e San Matteo ed un paesaggio che riproduce la città di santa Maria di Costantinopoli; originariamente questo dipinto era posto sull'altare maggiore ed è probabile che sia stato commissionato proprio per questa chiesa, in segno di ringraziamento per la fine della peste. Segue poi l'altare, incastonato tra due lesene, dove è posta la statua in cartapesta dell'Immacolata Concezione, rifacimento dell'originale di epoca borbonica, la quale era rivestita con abiti ricamati, mentre questa presenta un manto celeste con veste gialla e bianca; sotto ai suoi piedi è un serpente. Seguono poi, poste una di fronte all'altra, la statua di sant'Agnese, con abito verde e manto rosso, recante in braccio un agnello e quella di sant'Apollonia.
Sull'altare maggiore è posta la statua di san Matteo, mentre ai piedi della mensa è realizzato il reliquiario che contiene numerose reliquie di santi. Al lato destro dell'altare maggiore, è il quadro della Madonna del Carmelo e una statua di san Francesco morto, mentre al lato sinistro si apre la cappella di santa Rita, con statua della santa in cartapesta, che sostituisce quella originale, alta 85 cm, realizzata dalla fusione di ex voto di oro e argento e con corona di diamanti, conservata in altre stanze della chiesa. Nella parte alta della cappella sono affrescate scene della vita di santa Rita, eseguite nel 1948 da Francesco Filosa. Lungo la navata centrale, si apre su ambo i lati, una nicchia, che contiene la statua di sant'Antonio da un lato e quella di san Giuseppe dall'altro; la volta, affrescata alla fine del XIX secolo, reca una raffigurazione di santa Margherita e tre scene della vita di san Matteo, ossia la chiamata, l'Apoteosi e la guarigione della principessa etiope. L'organo è del 1923.
Accanto alla chiesa sorge il campanile, costruito nel 1931, con campane benedette l'anno successivo; sul sagrato è messa a dimora una statua in bronzo di san Matteo, realizzata nel 1938, nel cantiere navale di Castellammare di Stabia. Attiguo alla chiesa fu inoltre realizzato, nei primi anni del XX secolo, un ospizio per poveri, oggi casa di cura per anziani, retto della suore francescane.